# Jamel Zabi
Jamel Zabi (ur. 19 czerwca 1975) – były tunezyjski piłkarz występujący na pozycji napastnika.

## Kariera piłkarska
Jamel Zabi od 2001 roku grał w drużynie CA Bizertin. Zdołał z nią wywalczyć Puchar Ligi Tunezyjskiej w 2004 roku. Od tamtego roku nie występuje w żadnym zespole.
Zawodnik ten jest także 4-krotnym reprezentantem Tunezji. W drużynie narodowej zadebiutował w 2002 roku. Został również powołany na Puchar Narodów Afryki 2002, gdzie jego drużyna zajęła 3. miejsce w grupie. On sam wystąpił we wszystkich meczach tej fazy rozgrywek: z Zambią (0:0), Egiptem (0:1) i Senegalem (0:0).